# Edward Steinhagen
Edward Steinhagen (ur. 1938) – długoletni współpracownik programu III Polskiego Radia (12 grudnia 1965 – 17 kwietnia 2002). Autor kilku tysięcy jednorazowych i cyklicznych audycji dotyczących jazzu tradycyjnego i swingu sprzed okresu be-bopu (czyli sprzed okresu 1946–1949). Z wykształcenia mgr historii.
Pierwsza audycja Edwarda Steinhagena, "Z nieznanych nagrań Benny Goodmana" nadana została w „Trójce” 12 grudnia 1965 r. Kolejne audycje prowadzone przez Steinhagena to m.in.:
- „Nieznane nagrania ery swingu” od stycznia 1966
- „Nie wszystko o swingu” od września 1967
- „Taki był jazz” od września 1967
- „W kręgu jazzu” od grudnia 1971
- „Złote lata swingu” do września 1980
- „Trochę swingu” od września 1991
- „Trzy kwadranse jazzu”[1] od października 1998

Ostatnia audycja Edwarda Steinhagena, „Dwa kwadranse dawnego jazzu”, ukazała się na antenie „Trójki” w 2002 r.
Od 1 listopada 1971 do 31 lipca 1972 był pracownikiem Komitetu ds. Radia i TV „Polskie Radio i Telewizja” na stanowisku zastępcy kierownika Redakcji Audycji Muzycznych Naczelnej Redakcji Programu III Polskiego Radia, a w okresie od 1 kwietnia 1962 do 31 marca 2000 był dziennikarzem „Życia Warszawy”.